# Jirisan nationalpark
Jirisan nationalpark ligger i sydöstra Sydkorea i gränsområdet av provinserna Norra Jeolla, Södra Jeolla och Södra Gyeongsang.
Skyddsområdet som inrättades 1967 som Sydkoreas första nationalpark täcker en yta av cirka 472 km². Det är uppkallat efter berget Jirisan och utgörs av en bergstrakt som är täckt av tempererad skog. Här hittas bland annat körsbärsträdet Prunus subhirtella.
I nationalparkens logo är en kragbjörn avbildad. Skyddsområdet är en av de få platser på Koreahalvön där arten finns kvar. Andra vanliga däggdjur är harar, sibiriskt rådjur, andra hjortdjur och vildkatter.